# アンドレアス・グランクヴィスト
アンドレアス・グランクヴィスト（Andreas Granqvist, 1985年4月16日 - ）は、スウェーデン・ヘルシンボリ出身で同国代表だった元サッカー選手。現役時代のポジションはDFで、主にセンターバック。

## 経歴

### クラブ
2004年、ヘルシンボリIFでプロデビュー。
2007年1月、買い取りオプション付きのレンタルでウィガン・アスレティックFCに加入。6月、75万ポンドでウィガンに完全移籍し2年契約にサインした。2008年3月、シーズン終了までの契約で古巣ヘルシンボリにレンタル移籍。
2008年7月、FCフローニンゲンと4年契約を結んだ。2011年6月、ジェノアCFCに200万ユーロで移籍。契約は4年。2013年8月、FCクラスノダールに移籍。2018年1月、ワールドカップ終了後にヘルシンボリに復帰することが発表された。2021年7月、現役を引退

### 代表
2006年1月24日、ヨルダン代表とのフレンドリーマッチでスウェーデン代表デビュー。
2008年5月、UEFA EURO 2008に参加する23人の一人に選ばれたが、同大会での出場機会は無かった。2010年9月7日、UEFA EURO 2012予選のサンマリノ代表戦で代表初ゴールを挙げた。
2016年7月6日、ヤンネ・アンデルソン監督によって代表キャプテンに指名された。
2018年5月、2018 FIFAワールドカップ参加メンバーに選出された。6月18日、開幕戦となった韓国代表戦ではキャプテンを務めた。同試合では65分に決勝ゴールとなるPKを決め、マンオブザマッチに選ばれた。9日後のメキシコ代表戦でもPKを決め、チームの決勝トーナメント進出に貢献した。準々決勝のイングランド戦でもフル出場したが、チームは0-2で敗れ大会敗退となった。
UEFA EURO 2020では再びキャプテンに指名された。

## 代表歴

### 出場大会
- スウェーデン代表
  - 2018 FIFAワールドカップ

### 試合数
- 国際Aマッチ 88試合 9得点（2006年-2019年）[17]

| スウェーデン代表 | 国際Aマッチ | 国際Aマッチ |
| 年               | 出場        | 得点        |
| ---------------- | ----------- | ----------- |
| 2006             | 1           | 0           |
| 2007             | 1           | 0           |
| 2008             | 2           | 0           |
| 2009             | 1           | 0           |
| 2010             | 4           | 2           |
| 2011             | 6           | 0           |
| 2012             | 12          | 0           |
| 2013             | 5           | 0           |
| 2014             | 8           | 0           |
| 2015             | 8           | 0           |
| 2016             | 12          | 1           |
| 2017             | 9           | 3           |
| 2018             | 12          | 3           |
| 2019             | 7           | 0           |
| 通算             | 88          | 9           |

### 得点
| No | 開催日         | 会場                                 | 対戦国         | スコア | 最終結果 | 試合概要                      |
| -- | -------------- | ------------------------------------ | -------------- | ------ | -------- | ----------------------------- |
| 1. | 2010年9月7日   | スウェドバンク・スタディオン         | サンマリノ     | 4–0    | 6–0      | UEFA EURO 2012予選            |
| 2. | 2010年10月12日 | アムステルダム・アレナ               | オランダ       | 1–4    | 1–4      | UEFA EURO 2012予選            |
| 3. | 2016年3月24日  | ニュー・アンタルヤ・スタジアム       | トルコ         | 1–1    | 1–2      | フレンドリーマッチ            |
| 4. | 2017年9月3日   | ボリソフ・アレナ                     | ベラルーシ     | 4–0    | 4–0      | 2018 FIFAワールドカップ予選   |
| 5. | 2017年10月7日  | フレンズ・アレーナ                   | ルクセンブルク | 1–0    | 8–0      | 2018 FIFAワールドカップ予選   |
| 6. | 2017年10月7日  | フレンズ・アレーナ                   | ルクセンブルク | 6–0    | 8–0      | 2018 FIFAワールドカップ予選   |
| 7. | 2018年6月18日  | ニジニ・ノヴゴロド・スタジアム       | 韓国           | 1–0    | 1–0      | 2018 FIFAワールドカップ       |
| 8. | 2018年6月27日  | セントラル・スタジアム               | メキシコ       | 2–0    | 3–0      | 2018 FIFAワールドカップ       |
| 9. | 2018年11月17日 | コンヤ・ビュユクシェヒル・スタデュム | トルコ         | 1–0    | 1–0      | UEFAネーションズリーグ2018-19 |